# Jesse A. Fernández
Jesse A. Fernández (La Habana, 7 de diciembre de 1925 - París, 13 de marzo de 1986) fue un artista, fotógrafo y periodista cubano.

## Trayectoria
Desde 1932 residió fuera de Cuba. Desarrolló su obra en manifestaciones como el dibujo, la pintura, la escultura y la fotografía. En cuanto a la actividad profesional desarrolló una extensa actividad profesional como fotógrafo. Entre los años 1955-1959 trabajó como fotorreportero en Photo projects in Central and South América. También fue Director de arte de Visión, New York, E.U.A. durante 1958- 1959 y colaboró como fotógrafo en el periódico Revolución en La Habana, Cuba entre 1959- 1960.

## Exposiciones personales
Entre sus muestras personales más importantes podemos mencionar:
- En 1961 Jesse Fernández D’Arcy Gallery, New York.
- E.U.A. en 1972 Jesse Fernández. Dibujos, Museo de la Universidad de Puerto Rico.
- 1976 Cajas. Jesse Fernández, Galería Ynguazo, Madrid, España.
- En 2003 exposición de su obra en el Museo Reina Sofía de Madrid.
- En 2004 exposición de su obra en Oviedo, sala de exposiciones del Banco Sabadell.

## Exposiciones colectivas
El artista ha participado en varias exposiciones colectivas, entre ellas se destacan en 1983 Caras y máscaras. Galería 8, Miami Dade Community College, Miami, Florida, E.U.A.; en 1988 presenta Cintas Fellows Revisited: A Decade After, Main Library, Metro Dade Cultural Center, Miami, Florida, E.U.A. y en 1993 Photography by Cintas Fellows, The Art Museum at Florida International University, Miami,Florida-
Exposición en el Reina Sofía de Madrid en junio a septiembre de 2003
Exposición en Oviedo de enero a marzo de 2004

## Premios
A lo largo de su carrera ha adquirido varios reconocimientos, tales como el premio Cintas Foundation Fellowship (painting), New York, E.U.A. entre 1967/1975.

## Colecciones
Su obra forma parte de las colecciones del Photographic archive. Office of Historical Matters of the State Council, Havana, CUBA y de la Cintas Foundation Inc., New York, E.U.A.
- Datos: Q5548252